# Железный парень
«Железный парень» (эст. Teraspoiss) — повесть Юри Парийыги, впервые опубликованная в 1937 году.

## Общая информация
В 1938 году на конкурсе Премии президента Республики автор произведения, Юри Парийыги, получил 2-ю премию в размере 1000 крон.
В 1938 году Ида Грюнталь перевела произведение на финский язык.
В 1939 году в театре «Ванемуйзе» была поставлена одноимённая молодёжная пьеса, инсценированная самим Парийыги (режиссёр Александр Рандвийр). В 1940 году свою версию постановки осуществил вильяндийский театр «Угала» (режиссёр Каарел Сёдор, главную роль исполнил Хейно Пост).
Перепечатка повести состоялась в 1994 году в издательстве «Олион» (ISBN 5460002397).
В 2019 году состоялось переиздание повести издательством Tänapäev.

## Сюжет
Семья Юри Парийыги переехала на постоянное место жительство в 1929 году в Тарту. Именно здесь в 1930-е годы разворачивается сюжет книги. История несовершеннолетнего осиротевшего мальчика описывается в произведении.
В повести главным героем является двенадцатилетний Ян Каттай, у которого умерли оба родителя. Мальчик остаётся жить в старом родительском доме. Ян тяготеет к взрослому обществу молодых людей. Ему нужно быстро взрослеть и приучаться к самостоятельности. Он попытается любой ценой устроиться на работу, но у него ничего не получается. Его отправляют в приют. Там у мальчика начинается новая жизнь — ему нужно стать самостоятельным и утвердиться перед другими сиротами, которые поначалу относятся к новичку пренебрежительно.